# Тунгозеро
Тунгозеро — прісноводне озеро біля Кестеньгського сільського поселення Лоухського району Республіки Карелії Російської Федерації.

## Загальні дані
Площа озера Тунгозеро — 3,9 км, площа водозбірного басейну — 42,8 км. Лежить на висоті 1142 метри над рівнем моря. Форма озера довгаста: воно більш ніж на три кілометри витягнуте із заходу на схід. Береги трохи порізані, кам'яно-піщані, переважно високі.
З північно-західного боку озера витікає безіменний водотік, що впадає з правого берега в річку Манінку, яка своєю чергою впадає в Пяозеро.
У озері лежать щонайменше три невеликих безіменних острови різної площі.
На північному березі Тунгозера розташовується частина однойменного селища, через яке проходить траса 86К-127 (Р-21 Кола — Пяозерський — кордон з Фінляндією).